# Union sportive de Tébessa
 (décembre 2016).
Si vous disposez d'ouvrages ou d'articles de référence ou si vous connaissez des sites web de qualité traitant du thème abordé ici, merci de compléter l'article en donnant les références utiles à sa vérifiabilité et en les liant à la section « Notes et références ».
Maillots
L'Union Sportive de Tébessa (en arabe : الإتحاد الرياضي تبسة), plus couramment abrégé en US Tébessa ou en UST, est un club algérien de football fondé en 1945 par les SMA (Scouts Musulmans Algériens) dans la ville de Tébessa sous l’appellation du Jil Sa'ad Islami Madinet Tbessa (JSMT).

## Histoire

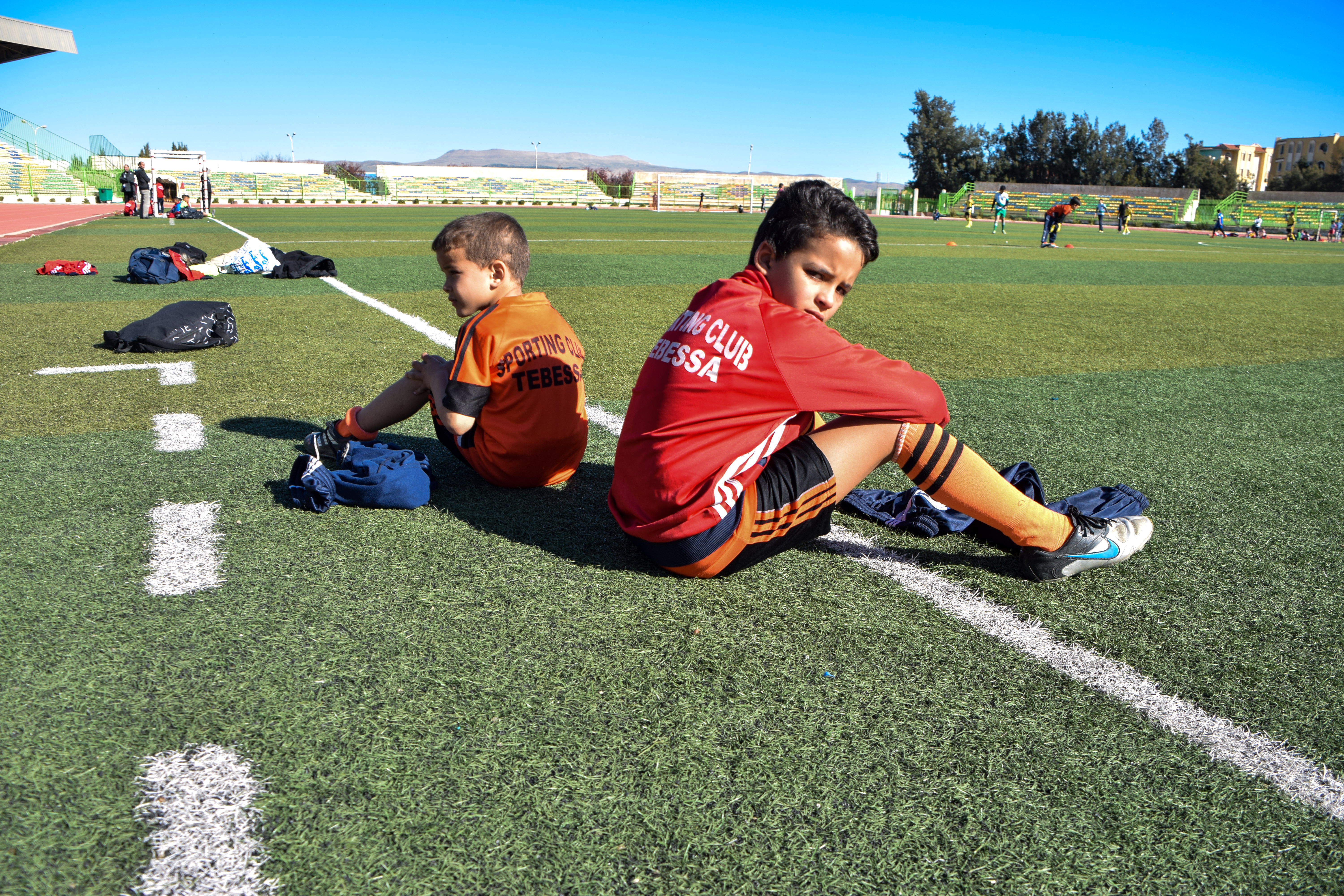
Jeunes joueurs de l'UST.

L'US Tébessa est l'un des plus anciens clubs musulmans d'Algérie, fondé en 1945, c'est le club phare de la ville de Tébessa.
Le club a évolué plusieurs fois en 2e et 3e  division du championnat d'Algérie mais aussi en 1re division durant la saison 1998/99 pour se voir reléguer à la division inférieure, la saison suivante. Le club se nommait à l'époque: Jil Sportive Madinat Tébessa - JSMT.
Lors de la saison 2015/16, le club a été promu en Division National Amateur (D3) après avoir été sacré champion inter-régions, Groupe Est.
En Coupe d'Algérie et pendant la même saison, l'US Tébessa a réussi la performance d'arriver aux demi finales et fut éliminé par le MC Alger au stade du 5 juillet 1962, après un parcours honorable; où l'UST a éliminé deux équipes de la D1 à savoir, l'USM Blida (en 16e de finale) et l'USM El Harrach (en 8e de finale).

## Parcours

### Classement en championnat d'Algérie par année
- 1962-63 : C-H Gr. III. Est, 4e
- 1963-64 : D-H Est, Gr. Est 6e
- 1964-65 : D2, Gr. Est ?e
- 1965-66 : D3, Gr. Est ?e
- 1966-67 : D4, Gr. Est ?e
- 1967-68 : D4, Gr. Est 1er
- 1968-69 : D3, Gr. Est 9e
- 1969-70 :  D3, Gr. Est ?e
- 1970-71 : D3, Gr. Est ?e
- 1971-72 : D2, Gr. Est ?e
- 1972-73 : D2, Gr. Est 13e
- 1973-74 : D2, Gr. Est 4e
- 1974-75 : D2, Gr. Est ?e
- 1975-76 : D2, Gr. Est 10e
- 1976-77 : D2, Gr. Est ?e
- 1977-78 : D2, Gr. Est 11e
- 1978-79 : D2, Gr. Est 11e
- 1979-80 : D3, Gr. Est ?e
- 1980-81 : D3, Gr. Est 1er
- 1981-82 : D2, Gr. Centre-Est 11e
- 1982-83 : D2, Gr. Centre-Est 11e
- 1983-84 : D2, Gr. Centre-Est 15e
- 1984-85 : D2, Gr. Est 10e
- 1985-86 : D2, Gr. Est 9e
- 1986-87 : D2, Gr. Est 8e
- 1987-88 : D2, Gr. Est 12e
- 1988-89 : D3, Gr. Batna ?e
- 1989-90 : D3, Gr. Batna 6e
- 1990-91 : D3, Gr. Batna 2e
- 1991-92 : D2, Gr. Est 6e
- 1992-93 : D2, Gr. Est 9e
- 1993-94 : D2, Gr. Est 8e
- 1994-95 : D2, Gr. Est 5e
- 1995-96 : D2, Gr. Est 2e
- 1996-97 : D2, Gr. Est 14e
- 1997-98 : D2, Gr. Est 2e
- 1998-99 : D1, Gr. Est 11e
- 1999-00 : D2, 5e
- 2000-01 : D2, Gr. Centre-Est 10e
- 2001-02 : D2, Gr. Centre-Est 4e
- 2002-03 : D2, Gr. Centre-Est 15e
- 2003-04 : D2, Gr. Est 8e
- 2004-05 : D3, Gr. Est 15e
- 2005-06 : D3, Gr. Est ?e
- 2006-07 : D3, 14e
- 2007-08 : D4, LRF. Batna ?e
- 2008-09 : D4, LRF. Batna ?e
- 2009-10 : D4, LRF Batna R1 ?e
- 2010-11 : D4, Inter-régions Gr. Est ?e
- 2011-12 : D4, Inter-régions Gr. Est 1er
- 2012-13 : D3, Gr. Est 11e
- 2013-14 : D3, Gr. Est 16e
- 2014-15 : D4, Inter-régions Gr. Est 1er
- 2015-16 : D3, Gr. Est 15e
- 2016-17 : D3, Gr. Est 6e
- 2017-18 : D3, Gr. Est 10e
- 2018-19 : D3, Gr. Est 6e
- 2019-20 : D3, Gr. Est 9e
- 2020-21 : D3, Gr. Est e

### Parcours de l'US Tébessa en coupe d'Algérie
| Saison  | Tour        | Matchs                | Résultats     |
| ------- | ----------- | --------------------- | ------------- |
| 1962-63 | 1/32 finale | ES Sétif              | 3-0           |
| 1963-64 | ?           | ?                     | ?             |
| 1964-65 | ?           | ?                     | ?             |
| 1965-66 | ?           | ?                     | ?             |
| 1966-67 | ?           | ?                     | ?             |
| 1967-68 | ?           | ?                     | ?             |
| 1968-69 | 1/16 finale | RC Relizane           | 0-0 t.a.b 5-1 |
| 1969-70 | ?           | ?                     | ?             |
| 1970-71 | 1/8 finale  | USM Alger             | 1-0           |
| 1971-72 | ?           | ?                     | ?             |
| 1972-73 | ?           | ?                     | ?             |
| 1973-74 | 1/16 finale | USM Bel Abbès         | 1-0           |
| 1974-75 | 1/32 finale | JSM Skikda            | 1-0           |
| 1975-76 | ?           | ?                     | ?             |
| 1976-77 | 1/32 finale | SOC Annaba            | 3-2           |
| 1977-78 | ?           | ?                     | ?             |
| 1978-79 | ?           | ?                     | ?             |
| 1979-80 | ?           | ?                     | ?             |
| 1980-81 | ?           | ?                     | ?             |
| 1981-82 | ?           | ?                     | ?             |
| 1982-83 | 1/16 finale | JE Tizi Ouzou         | 1-0           |
| 1983-84 | 1/16 finale | WA Boufarik           | 2-0           |
| 1984-85 | ?           | ?                     | ?             |
| 1985-86 | 1/32 finale | FC Tahir              | 3-0           |
| 1986-87 | 3e T.R      | ?                     | ?             |
| 1987-88 | 1/32 finale | CS Constantine        | 1-0           |
| 1988-89 | ?           | ?                     | ?             |
| 1989-90 | N.J         | N.J                   | N.J           |
| 1990-91 | ?           | ?                     | ?             |
| 1991-92 | 1/64 finale | USM Sétif             | 1-0 a.p       |
| 1992-93 | N.J         | N.J                   | N.J           |
| 1993-94 | 1/16 finale | AS Ain M'lila         | 2-0           |
| 1994-95 | ?e T.R      | ?                     | ?             |
| 1995-96 | ?e T.R      | ?                     | ?             |
| 1996-97 | ?e T.R      | ?                     | ?             |
| 1997-98 | ?e T.R      | ?                     | ?             |
| 1998-99 | 1/32 finale | NA Hussein Dey        | 2-1           |
| 1999-00 | 1/32 finale | CS Constantine        | 1-0           |
| 2000-01 | 1/16 finale | MSP Batna             | 3-2           |
| 2001-02 | 1/32 finale | CA Bordj Bou Arreridj | 1-0           |
| 2002-03 | 1/64 finale | USM Sétif             | ?             |
| 2003-04 | ?e T.R      | ?                     | ?             |
| 2004-05 | ?e T.R      | ?                     | ?             |
| 2005-06 | ?e T.R      | ?                     | ?             |
| 2006-07 | 1/32 finale | AS Khroub             | 3-2           |
| 2007-08 | ?e T.R      |                       | ?             |
| 2008-09 | ?e T.R      | ?                     | ?             |
| 2009-10 | ?e T.R      |                       | ?             |
| 2010-11 | 1/16 finale | MO Bejaia             | 1-0           |
| 2011-12 | ?e T.R      |                       | ?             |
| 2012-13 | ?e T.R      |                       | ?             |
| 2013-14 | 1/64 finale | WM Tébessa            | 1-0           |
| 2014-15 | 1/64 finale | ES Souk Ahras         | 3-1           |
| 2015-16 | 1/2 finale  | MC Alger              | 3-0           |
| 2016-17 | 1/4 finale  | ES Sétif              | 4-0           |
| 2017-18 | 1/64 finale | MB Berrahal           | 2-1           |
| 2018-19 | ?e T.R      |                       | ?             |
| 2019-20 | 1/64 finale | NASR El Fedjoudj      | 2-0           |

### Statistiques Tour atteint
l' US Tébessa a participé en ? édition, éliminé au tours régionale - fois et atteint les tours finale - fois.
| Édition | 1er tour | 2e tour | 3e tour | 4e tour | 64e de finale | 32e de finale | 16e de finale | 8e de finale | Quart de finale | Demi-finale | Finale | Champion |
| ------- | -------- | ------- | ------- | ------- | ------------- | ------------- | ------------- | ------------ | --------------- | ----------- | ------ | -------- |
| 55      | ?        | ?       | ?       | ?       | 00            | 00            | 00            | 01           | 01              | 01          | 00     | 00       |

## Personnalités du club

### Présidents
Lamri Khelif, qui fut un des présidents de la JSMT , durant son mandat l'équipe a pu réaliser son historique accession en D1 algérienne.

### Joueurs emblématiques
En 1967, elle compta dans ses rangs comme entraîneur-joueur, Ahmed Oudjani, de retour du RC Lens (équipe française de 1re division).
Des joueurs comme Mouldi Aissaoui et Nacerdine Drid sont également issus de l'UST. Parmi les joueurs qui connurent la gloire et qui étaient célèbres dans tout l'est algérien citons Mokrani Fayçal, Dou Aissa, sans oublier le grand Mokhnache qui joua auparavant au MC Alger, sans oublier l'international Fares Djabelkhir. L'UST avait aussi au sein de son effectif un grand espoir du football algérien Kamel Bekhouche. Celui-ci jouait au poste de gardien de buts et fut contraint de mettre un terme à sa carrière pour cause de blessure.